# Lista versiunilor Android

Distribuția globală a versiunii Android din decembrie 2009

Distribuția globală a versiunii Android din august 2017. Android Marshmallow este cea mai utilizată versiune de Android, rulând pe 32.3% din toate dispozitivele cu Android care accesează Google Play, în timp ce Android Lollipop rulează pe 29.2% din dispozitive (75% din ele sau mai noi).

Lista versiunilor sistemului de operare mobil Android a început cu lansarea publică a lui Android beta pe 5 noiembrie 2007. Prima versiune comercială, Android 1.0, a fost lansată pe 23 septembrie 2008. Android este în mod continuu dezvoltat de Google și Open Handset Alliance (OHA) și a primit multe actualizări la baza sistemului său de operare de la lansarea inițială.

## Prezentare generală
Dezvoltarea la Android a început în 2003 de Android, Inc., care a fost cumpărată de Google în 2005. Au fost cel puțin două lansări interne ale software-ului între Google și OHA înainte ca versiunea beta să fie lansată. Numele de coduri "Astro Boy" și "Bender" au fost folosite intern pentru unele etape de pre-1.0.
Dan Morrill a creat unele din primele logo-uri ale mascotei, dar logo-ul current al Android-ului a fost proiectat de Irina Blok. Managerul proiectului, Ryan Gibson, a conceput schema de numire a produselor de cofetărie care a fost folosită pentru majoritatea lansărilor publice, începând cu Android 1.5 Cupcake.
Beta a fost lansată pe 5 noiembrie 2007, în timp ce trusa de dezvoltare a programelor (SDK) a fost lansată pe 12 noiembrie 2007. In data de 5 noiembrie este celebrata ziua Android. Versiunile publice de SDK au fost lansate in ordinea urmatoare:
- 12 noiembrie 2007: m3-rc20a (milestone 3, release code 20a)[6]
- 16 noiembrie 2007: m3-rc22a (milestone 3, release code 22a)[7]
- 14 decembrie 2007: m3-rc37a (milestone 3, release code 37a)[8]
- 13 februarie 2008: m5-rc14 (milestone 5, release code 14)[9]
- 3 martie 2008: m5-rc15 (milestone 5, release code 15)[10]
- 18 august 2008: 0.9 Beta[11][12]
- 23 septembrie 2008: 1.0-r1[13][14]

Versiunile 1.0 și 1.1 nu au fost lansate sub nume de coduri specifice. Numele de coduri de la Android sunt legate de produsele de cofetărie și au fost în ordine alfabetică din 2009 cu Android 1.5 Cupcake, cu cea mai recentă versiune majoră fiind Android 13.
| Nume                     | Numărul versiunii | Data lansării stabile inițială | Suportat (fixări de securitate) | Nivel API | Referințe                          |
| ------------------------ | ----------------- | ------------------------------ | ------------------------------- | --------- | ---------------------------------- |
| Fără nume de cod oficial | 1.0               | 23 septembrie 2008             | Nu                              | 1         | [ 4 ] [ 15 ]                       |
| Fără nume de cod oficial | 1.1               | 9 februarie 2009               | Nu                              | 2         | [ 4 ] [ 15 ] [ 16 ]                |
| Cupcake                  | 1.5               | 27 aprilie 2009                | Nu                              | 3         | [ 15 ] [ 17 ]                      |
| Donut                    | 1.6               | 15 septembrie 2009             | Nu                              | 4         | [ 15 ] [ 18 ]                      |
| Eclair                   | 2.0 – 2.1         | 26 octombrie 2009              | Nu                              | 5 – 7     | [ 15 ] [ 19 ]                      |
| Froyo                    | 2.2 – 2.2.3       | 20 mai 2010                    | Nu                              | 8         | [ 15 ] [ 20 ]                      |
| Gingerbread              | 2.3 – 2.3.7       | 6 decembrie 2010               | Nu                              | 9 – 10    | [ 15 ] [ 21 ]                      |
| Honeycomb                | 3.0 – 3.2.6       | 22 februarie 2011              | Nu                              | 11 – 13   | [ 15 ] [ 22 ]                      |
| Ice Cream Sandwich       | 4.0 – 4.0.4       | 18 octombrie 2011              | Nu                              | 14 – 15   | [ 15 ] [ 23 ]                      |
| Jelly Bean               | 4.1 – 4.3.1       | 9 iulie 2012                   | Nu                              | 16 – 18   | [ 15 ] [ 24 ]                      |
| KitKat                   | 4.4 – 4.4.4       | 31 octombrie 2013              | Nu                              | 19 – 20   | [ 15 ] [ 25 ]                      |
| Lollipop                 | 5.0 – 5.1.1       | 12 noiembrie 2014              | Nu                              | 21 – 22   | [ 15 ] [ 26 ]                      |
| Marshmallow              | 6.0 – 6.0.1       | 5 octombrie 2015               | Nu                              | 23        | [ 15 ] [ 27 ]                      |
| Nougat                   | 7.0 – 7.1.2       | 22 august 2016                 | Nu                              | 24 – 25   | [ 15 ] [ 28 ] [ 29 ] [ 30 ] [ 31 ] |
| Oreo                     | 8.0 – 8.1         | 21 august 2017                 | Da                              | 26 – 27   | [ 15 ] [ 32 ]                      |
| Pie                      | 9                 | 6 august 2018                  | Da                              | 28        | [ 15 ] [ 33 ]                      |
| Android 10               | 10                | 3 septembrie 2019              | Da                              | 29        | [ 15 ] [ 34 ] [ 35 ]               |
| Android 11               | 11                | 8 septembrie 2020              | Da                              | 30        | [ 15 ] [ 36 ]                      |

## Versiuni Android după API
Următoarele tabele arată datele de lansare și caracteristicile cheie ale tuturor actualizărilor de sistem de operare Android, listate cronologic de interfața pentru programarea de aplicații (API).
| Android 1.0 (API 1) | Android 1.0 (API 1) | Android 1.0 (API 1) | Android 1.0 (API 1) |
| Android 1.0, prima versiune comercială al software-ului, a fost lansat pe 23 septembrie 2008. Primul dispozitiv Android disponibil comercial a fost HTC Dream. Android 1.0 a încorporat următoarele caracteristici: | Android 1.0, prima versiune comercială al software-ului, a fost lansat pe 23 septembrie 2008. Primul dispozitiv Android disponibil comercial a fost HTC Dream. Android 1.0 a încorporat următoarele caracteristici: | Android 1.0, prima versiune comercială al software-ului, a fost lansat pe 23 septembrie 2008. Primul dispozitiv Android disponibil comercial a fost HTC Dream. Android 1.0 a încorporat următoarele caracteristici: | Android 1.0, prima versiune comercială al software-ului, a fost lansat pe 23 septembrie 2008. Primul dispozitiv Android disponibil comercial a fost HTC Dream. Android 1.0 a încorporat următoarele caracteristici: |
| Versiune | Data lansării | Caracteristici | Imagini |
| --- | --- | --- | --- |
| 1.0 | 23 septembrie 2008 | - Android Market permite descărcarea aplicațiilor și actualizărilor prin aplicația Market - Browser web care să arate, să mărească și să miște paginile web în HTML și XHTML - paginile multiple apărând drept ferestre - Suport pentru cameră– totuși, această versiune a fost lipsită de opțiunile de a schimba rezoluția camerei, balansul de alb, calitatea, etc. - Fișiere care permiteau gruparea unui număr de iconițe de aplicații într-o singură iconiță de fișier pe ecranul Home (Acasă) - Acces la serverele de web email, suportând POP3, IMAP4 și SMTP - Sincronizare Gmail cu aplicația Gmail - Sincronizarea Contactelor Google cu aplicația People (Oameni) - Sincronizarea Calendarului Google cu aplicația Calendar - Capacitatea Hărților Google și Street View de a pune la dispoziție imagini cu hărți și din satelit, și de asemenea, capacitatea de a găsi afaceri locale și obținerea de direcții de navigare folosind GPS - Google Sync, care permite administrarea sincronizării OTA (over-the-air) a Gmail, People (Oameni) și Calendar - Căutarea Google, care permite utilizatorilor să caute pe internet aplicații de telefon, contacte, calendar, etc. - Google Talk, mesagerie instantanee - Mesagerie instantanee, SMS și MMS - Media player, care permite administrarea ,importarea și redarea fișierelor media - lipsit însă de suportul video și stereo al Bluetooth - Notificările care apar în bara de stare, cu opțiuni de setare a tonului de apel, LED și alertele de aplicații - Operatorul voce care permite apelarea și plasarea apelurilor fără tastarea unui număr de telefon - Fundalul, care permite utilizatorului să seteze o imagine de fundal în spatele icoanelor de ecran din Home (Acasă) și a widget-urilor - Video player YouTube - Alte aplicații incluse: Alarmă, Calculator, Operator (Telefon), Ecranul de pornire (Lansator), Poze (Galerie) și Setări - Suport Wi-Fi și Bluetooth | |

| Android 1.1 (API 2) | Android 1.1 (API 2) | Android 1.1 (API 2) | Android 1.1 (API 2) |
| Pe 9 februarie 2009, actualizarea Android 1.1 a fost lansată, inițial doar pentru HTC Dream. Android 1.1 a fost cunoscut ca "Petit Four" intern, cu toate că acest nume nu a fost folosit în mod oficial. Actualizarea a rezolvat probleme, a schimbat Android API și a adăugat un număr de caracteristici: | Pe 9 februarie 2009, actualizarea Android 1.1 a fost lansată, inițial doar pentru HTC Dream. Android 1.1 a fost cunoscut ca "Petit Four" intern, cu toate că acest nume nu a fost folosit în mod oficial. Actualizarea a rezolvat probleme, a schimbat Android API și a adăugat un număr de caracteristici: | Pe 9 februarie 2009, actualizarea Android 1.1 a fost lansată, inițial doar pentru HTC Dream. Android 1.1 a fost cunoscut ca "Petit Four" intern, cu toate că acest nume nu a fost folosit în mod oficial. Actualizarea a rezolvat probleme, a schimbat Android API și a adăugat un număr de caracteristici: | Pe 9 februarie 2009, actualizarea Android 1.1 a fost lansată, inițial doar pentru HTC Dream. Android 1.1 a fost cunoscut ca "Petit Four" intern, cu toate că acest nume nu a fost folosit în mod oficial. Actualizarea a rezolvat probleme, a schimbat Android API și a adăugat un număr de caracteristici: |
| Versiune | Data lansării | Caracteristici | Imagini |
| --- | --- | --- | --- |
| 1.1 | 9 februarie 2009 | - Detalii și recenzii disponibile când un utilizator caută afaceri pe Hărți - Ecran de pauză mai lung în timpul apelului, în timpul folosirii difuzorului, plus abilitatea de a afișa/ascunde tastatura cu numere - Abilitatea de a salva atașamente în mesaje - Aspectul sistemului îmbunătățit            | |

| Android 1.5 Cupcake (API 3) | Android 1.5 Cupcake (API 3) | Android 1.5 Cupcake (API 3) | Android 1.5 Cupcake (API 3) |
| Pe 27 aprilie 2009, actualizarea Android 1.5 a fost lansată, bazată pe Linux kernel 2.6.27. Aceasta a fost prima lansare în care să se folosească în mod oficial un nume de cod bazat pe un desert ("Cupcake", adică brioșă), o temă care s-ar fi folosit pentru toate lansările de acum înainte. Actualizarea include mai multe caracteristici noi și modificări ale interfeței de utilizare: | Pe 27 aprilie 2009, actualizarea Android 1.5 a fost lansată, bazată pe Linux kernel 2.6.27. Aceasta a fost prima lansare în care să se folosească în mod oficial un nume de cod bazat pe un desert ("Cupcake", adică brioșă), o temă care s-ar fi folosit pentru toate lansările de acum înainte. Actualizarea include mai multe caracteristici noi și modificări ale interfeței de utilizare: | Pe 27 aprilie 2009, actualizarea Android 1.5 a fost lansată, bazată pe Linux kernel 2.6.27. Aceasta a fost prima lansare în care să se folosească în mod oficial un nume de cod bazat pe un desert ("Cupcake", adică brioșă), o temă care s-ar fi folosit pentru toate lansările de acum înainte. Actualizarea include mai multe caracteristici noi și modificări ale interfeței de utilizare: | Pe 27 aprilie 2009, actualizarea Android 1.5 a fost lansată, bazată pe Linux kernel 2.6.27. Aceasta a fost prima lansare în care să se folosească în mod oficial un nume de cod bazat pe un desert ("Cupcake", adică brioșă), o temă care s-ar fi folosit pentru toate lansările de acum înainte. Actualizarea include mai multe caracteristici noi și modificări ale interfeței de utilizare: |
| Versiune | Data lansării | Caracteristici | Imagini |
| --- | --- | --- | --- |
| 1.5 | 27 aprilie 2009 | - Suport pentru tastaturi virtuale terțe cu prezicerea textului și dicționar propriu pentru cuvinte speciale - Suport pentru widget-uri - vizualizări de aplicații în miniatură ce pot fi încorporate în alte aplicații (precum ecranul Acasă) și primirea unor actualizări periodice - Înregistrare video și redare în formate MPEG-4 și 3GP - Auto-asociere și suport stereo pentru Bluetooth (profiluri A2DP și AVRCP) - Funcția de copiere și lipire adăugată web-browser-ului - Fotografii ale utilizatorilor arătate în Favoritele din Contacte - Timbru specific dată-timp pentru evenimente din arhiva de apeluri, și acces la doar o apăsare la un contact, de la un eveniment din jurnal - Tranziții animate de ecran - Opțiune de auto-rotație - Animația de pornire chiar și acum existentă - Abilitatea de a încărca videoclipuri pe YouTube - Abilitatea de a încărca fotografii pe Picasa | Android 1.5 pe HTC Magic |

| Android 1.6 Donut (API 4) | Android 1.6 Donut (API 4) | Android 1.6 Donut (API 4) | Android 1.6 Donut (API 4) |
| Versiune                  | Data lansării             | Caracteristici | Poze                      |
| ------------------------- | ------------------------- | --- | ------------------------- |
| 1.6                       | 15 septembrie 2009        | - Căutare vocală și scrisă pentru istoria semnelor de carte, contacte și internet - Abilitatea dezvoltatorilor de a-și include conținutul în rezultatele căutărilor - Motorul sintetizatorului de voce multi-linguală vorbit care permite orice aplicație Android să "citească" un text - Căutare mai rapide și abilitatea de a vedea capturi de ecran ale aplicațiilor în Android Market - Galeria și camera foto și video integrate mai mult, cu acces mai rapid la acestea - Abilitatea utilizatorilor de a selecta mai multe poze pentru ștergere - Suport tehnic îmbunătățit pentru CDMA/EVDO, 802.1x, VPN-uri și pentru motorul sintetizatorului de voce - Suport pentru rezoluțiile de ecran WVGA - Îmbunătățiri la capitotul viteză în ceea ce constă căutarea și aplicațiile care necesită cameră - Cadru extins al Gesture și o nouă unealtă de dezvoltare, GestureBuilder |                           |

| Android 2.0 Eclair (API 5) | Android 2.0 Eclair (API 5) | Android 2.0 Eclair (API 5) | Android 2.0 Eclair (API 5) |
| Versiune                   | Data lansării              | Caracteristici | Poze                       |
| -------------------------- | -------------------------- | --- | -------------------------- |
| 2.0                        | 26 octombrie 2009          | - Sincronizare îmbunățită a contului, permițând utilizatorilor să adauge conturi multiple pe un telefon pentru sincronizarea e-mailului și a contactelor - Suport nou al e-mailului, cu inbox combinat pentru a parcurge e-mailurile de la mai multe conturi într-o singură pagină - Suport Bluetooth 2.1 - Abilitatea de a apăsa o poză a unui contact și a selecta dacă vrei să îl suni, să îi trimiți un SMS sau să îi scrii un email - Abilitatea de a căuta în toate SMS-urile și MMS-urile salvat, și capabilitatea de a șterge mesajele vechi dintr-o conversație când se ajunge la limită - Noi caracteristici la cameră, incluzând bliț, zoom digital, mod scenă, balans de alb, efect de culoare și focalizare macro - Viteză de tastare îmbunătățită pe tastatura virtuală, cu un dicționar ce memorează cuvintele folosite, incluzând nume de contacte ca sugestii - Un nou browser UI cu miniaturi la marcaje, zoom la apăsare dublă, și suport HTML5 - Vizualizarea agendei îmbunătățită, arătând status-ul de participare pentru fiecare invitat, și abilitatea de a invita noi oameni la evenimente - Viteză a hardware-ului îmbunătățită și un UI restructurat - Suport pentru mai multe mărimi și rezoluții de ecran, cu o rație mai bună de contrast - Support for more screen sizes and resolutions, with better contrast ratio - Versiunea îmbunătățită a Google Hărți, 3.1.2 - Clasa MotionEvent consolidată pentru a urmări ferestrele multi-touch - MotionEvent class enhanced to track multi-touch events - Adăugarea fundalelor motrice, permițând animației din fundalul primei pagine să se miște |                            |

| Android 2.0.1 Eclair (API 6) | Android 2.0.1 Eclair (API 6) | Android 2.0.1 Eclair (API 6)                                                                 | Android 2.0.1 Eclair (API 6) |
| Versiune                     | Data lansării                | Caracteristici                                                                               | Poze                         |
| ---------------------------- | ---------------------------- | -------------------------------------------------------------------------------------------- | ---------------------------- |
| 2.0.1                        | 3 decembrie 2009             | - Schimbări minore la API, fixări de probleme și schimbări de comportament al framework-ului |                              |

| Android 2.1 Eclair (API 7) | Android 2.1 Eclair (API 7) | Android 2.1 Eclair (API 7)                        | Android 2.1 Eclair (API 7) |
| Versiune                   | Data lansării              | Caracteristici                                    | Poze                       |
| -------------------------- | -------------------------- | ------------------------------------------------- | -------------------------- |
| 2.1                        | 12 ianuarie 2010           | - Rectificări minore la API și fixări de probleme |                            |

| Android 2.2–2.2.3 Froyo (API 8) | Android 2.2–2.2.3 Froyo (API 8) | Android 2.2–2.2.3 Froyo (API 8) | Android 2.2–2.2.3 Froyo (API 8) |
| Versiune                        | Data lansării                   | Caracteristici | Poze                            |
| ------------------------------- | ------------------------------- | --- | ------------------------------- |
| 2.2                             | 20 mai 2010                     | - Optimizări ale vitezei, memoriei și performanței - Îmbunătățiri ale vitezei în aplicații, implementate prin compilația JIT - Integrarea motorului V8 Javascript al Google Chrome în aplicația Internet - Suport pentru serviciul Cloud-to-Device, permițând notificările prin tranziție - Suport îmbunătățit al Microsoft Exchange, incluzând polițe, auto-descoperire, look-up GAL, sincronizare a calendarului și ștergerea de la distanță - Deschizător de aplicații îmbunătățit cu scurtături către aplicațiile Telefon și Internet - Adăugarea legăturilor prin Bluetooth și a funcționalității hotspot-urilor Wi-Fi - Adăugarea opțiunii de a opri accesul datelor în rețeaua mobilă - Aplicație Market îmbunătățită cu loturi și cu abilitatea de a updata automat noutățile - Schimbare rapidă dintre limbile multiple pentru tastatură și dicționarele lor - Apelare prin voce și împărtășirea contactelor prin Bluetooth - Suport pentru Bluetooth încorporat în mașină și în birouri - Suport pentru parole numerice și alfanumerice - Suport pentru locurile de încărcare a fișierelor în aplicația Internet - Suport pentru aplicațiile în instalare către memoria extinzibilă - Suport Adobe Flash - Suport pentru ecrane cu densitate a pixelor mare (PPI), precum unul de 4 inchi, cu 720p - Galeria permite utilizatorilor să vadă o grămadă de fotografii folosind o mișcare pentru apropiere | Android 2.2 Froyo pe Nexus One  |
| 2.2.1                           | 18 ianuarie 2011                | - Fixare a problemelor, update-uri de securitate și îmbunătățiri ale performanței | Android 2.2 Froyo pe Nexus One  |
| 2.2.2                           | 22 ianuarie 2011                | - Fixări minore de probleme, inclusiv probleme routing-ului SMS-urilor, care a afectat în special utilizatorii Nexus One. | Android 2.2 Froyo pe Nexus One  |
| 2.2.3                           | 21 noiembrie 2011               | - Două pachete de securitate noi | Android 2.2 Froyo pe Nexus One  |

| Android 2.3–2.3.2 Gingerbread (API 9) | Android 2.3–2.3.2 Gingerbread (API 9) | Android 2.3–2.3.2 Gingerbread (API 9) | Android 2.3–2.3.2 Gingerbread (API 9) |
| Versiune                              | Data lansării                         | Caracteristici | Poze                                  |
| ------------------------------------- | ------------------------------------- | --- | ------------------------------------- |
| 2.3                                   | 6 decembrie 2010                      | - Design îmbunătățit al interfeței de utilizator mai simplă și rapidă - Suport pentru rezoluții și mărimi extra-largi ale ecranului (WXGA și mai sus) - Suport nativ pentru telefonie prin internet SIP VoIP - Tastatură virtuală îmbunătățită cu text intuitiv mai rapid, cu acuratețe sporită, cuvinte mai bine sugerate și modul de intrare voce - Capabilitate sporită de a copia și a lipi (copy/paste) - Noi efecte audio precum reverberații, egalizări, virtualizare ale căștilor și sporirea basului - Un nou manager de download-uri, permițând utilizatorilor să acces cu ușurință orice fișier descărcat - Suport pentru camere multiple pe un aparat, inclusiv o camera frontală, dacă e disponibilă - Management îmbunătățit al bateriei cu un rol mai activ în administrarea aplicațiilor care țin pornit aparatul prea mult - Trecerea de la YAFFS la ext4 pe aparatele mai noi - Îmbunătățiri audio și grafice pentru creatorii de jocuri | Android 2.3 pe Google Nexus S         |
| 2.3.1                                 | Decembrie 2010                        | - Îmbunătățiri și reglări pentru Google Nexus S | Android 2.3 pe Google Nexus S         |
| 2.3.2                                 | Ianuarie 2011                         | - Îmbunătățiri și reglări pentru Google Nexus S | Android 2.3 pe Google Nexus S         |

| Android 2.3.3–2.3.7 Gingerbread (API 10) | Android 2.3.3–2.3.7 Gingerbread (API 10) | Android 2.3.3–2.3.7 Gingerbread (API 10) | Android 2.3.3–2.3.7 Gingerbread (API 10) |
| Versiune                                 | Data lansării                            | Caracteristici | Poze                                     |
| ---------------------------------------- | ---------------------------------------- | --- | ---------------------------------------- |
| 2.3.3                                    | 9 februarie 2011                         | - Câteva îmbunătățiri și fixări la API |                                          |
| 2.3.4                                    | 28 aprilie 2011                          | - Suport pentru video chat sau conferințe folosind Google Talk |                                          |
| 2.3.5                                    | 25 iulie 2011                            | - S-a îmbunătățit performanța de rețea pentru Nexus S 4G, pe lângă alte reglări - S-a fixat problema legată de Bluetooth pe Samsung Galaxy S - Îmbunătățirea aplicației de Gmail - Animații de umbră pentru rulări de liste - Îmbunătățiri la cameră - Eficiența bateriei îmbunătățită |                                          |
| 2.3.6                                    | 2 septembrie 2011                        | - S-a fixat o problemă legată de căutarea vocală - Fixed a voice search bug |                                          |
| 2.3.7                                    | 21 septembrie 2011                       | - Support Google Wallet pentru Nexus S 4G |                                          |

| Android 3.0 Honeycomb (API 11) | Android 3.0 Honeycomb (API 11) | Android 3.0 Honeycomb (API 11) | Android 3.0 Honeycomb (API 11)       |
| Versiune                       | Data lansării                  | Caracteristici | Poze                                 |
| ------------------------------ | ------------------------------ | --- | ------------------------------------ |
| 3.0                            | 22 februarie 2011              | - Suport optimizat pentru tabletă cu o nouă interfață de utilizator - S-a adăugat Bara de sistem, ce cuprinde acces rapid către notificări, status și butoane de navigație, disponibilă în partea de sus a ecranului - S-a adăugat Bara de acțiune, acordându-se acces la opțiuni contextuale, navigații, widget-uri și alte tipuri de conținut în partea de sus a ecranului - Multitasking simplificat - apăsând Aplicații recente în Bara de sistem, utilizatorii pot vedea poze ale sarcinilor și pot intra rapid dintr-o aplicație în alta - Tastatură reproiectată, făcând tastarea rapidă, eficientă și exactă pe ecrane cu dimensiuni mai mari - Interfață copy/paste simplificată, mai intuitivă - Mai multe file de browser înlocuiesc ferestrele de browser, plus auto-umplerea formei și un nou mod „incognito” ce permite navigarea anonimă - Acces rapid la expunerea camerei, focalizare, bliț, zoom, camera frontală, derulare cadru cu cadru și alte trăsături caracteristice - Abilitatea de a vedea albume și alte colecții în mod full-screen în Galerie, cu acces ușor la miniaturile altor poze - Ability to view albums and other collections in full-screen mode in Gallery, with easy access to thumbnails for other photos - Suport pentru video chat folosind Google Talk - Accelerarea hardware-ului - Suport pentru procesoare multi-core - Abilitatea de a cripta toate fișierele utilizatorului | Android 3.0 pe tableta Motorola Xoom |

| Android 3.1 Honeycomb (API 12) | Android 3.1 Honeycomb (API 12) | Android 3.1 Honeycomb (API 12) | Android 3.1 Honeycomb (API 12) |
| Versiune                       | Data lansării                  | Caracteristici | Poze                           |
| ------------------------------ | ------------------------------ | --- | ------------------------------ |
| 3.1                            | 10 mai 2011                    | - Multitasking mai facil - în locul thumb-urilor statice utilizatorii vor avea la dispoziție o listă pe care o vor putea parcurge pe verticală. Lista va conține aplicațiile pe care le-au deschis - Flash 10.3 - mai stabil și cu accelerare hardware - Widget-urile de pe ecranele virtuale pot fi redimensionate - Movie Store - acces la o mulțime de filme SD (Standard Definition) și HD - Suport extins pentru periferice - mouse-uri, trackpad-uri, trackball-uri - Port-ul USB acceptă aproape orice gen de periferic: stick-uri de memorie, camere foto și video, tastaturi, gamepad-uri ș.a.m.d. Pentru tabletele Android dotate cu microUSB, este nevoie de un adaptor. - Interfața și aplicațiile native sunt redefinite și optimizate pentru un acces mai rapid, utilizare mai facilă și tehnologii de actualitate (accelerare hardware, suport HTML5). - Retușări UI - Suport pentru FLAC - Wi-Fi-ul își păstrează puterea și când ecranul este blocat |                                |

| Android 3.2 Honeycomb (API 13) | Android 3.2 Honeycomb (API 13) | Android 3.2 Honeycomb (API 13) | Android 3.2 Honeycomb (API 13) |
| Versiune                       | Data lansării                  | Caracteristici | Poze                           |
| ------------------------------ | ------------------------------ | --- | ------------------------------ |
| 3.2                            | 15 iulie 2011                  | - Suport hardware îmbunătățit, incluzând optimizări pentru a gamă mai largă de tablete - Abilitate crescută a aplicațiilor de a accesa fișierele pe cardul SD, de exemplu pentru sincronizare. - Compabilitate a modului display pentru aplicațiile ce nu a fost optimizate pentru rezoluțiile ecranelor de tabletă - Funcții noi de afișaj, dând producătorilor mai mult control asupra afișajului pe diferite aparate Android |                                |
| 3.2.1                          | 20 septembrie 2011             | - Rezolvări de probleme și securitate minoră, stabilitate și îmbunătățiri la Wi-Fi - Update la Android Market cu update-uri automate și Termeni și Condiții mai ușor de citit - Update la Google Cărți - Adobe Flash îmbunătățit în browser - Predicțiile în limba chineză îmbunătățite |                                |
| 3.2.2                          | 30 august 2011                 | |                                |
| 3.2.3                          | 30 august 2011                 | |                                |
| 3.2.4                          | decembrie 2011                 | |                                |
| 3.2.5                          | ianuarie 2012                  | |                                |
| 3.2.6                          | februarie 2012                 | |                                |

| Android 4.0 Ice Cream Sandwich (API 14) | Android 4.0 Ice Cream Sandwich (API 14) | Android 4.0 Ice Cream Sandwich (API 14) | Android 4.0 Ice Cream Sandwich (API 14) |
| Versiune                                | Data lansării                           | Caracteristici                          | Imagini                                 |
| --------------------------------------- | --------------------------------------- | --------------------------------------- | --------------------------------------- |
| 4.0                                     | 18 octombrie 2011                       |                                         |                                         |
| 4.0.1                                   | 21 octombrie 2011                       |                                         |                                         |
| 4.0.2                                   | 28 noiembrie 2011                       |                                         |                                         |

| Android 4.0.3 Ice Cream Sandwich (API 15) | Android 4.0.3 Ice Cream Sandwich (API 15) | Android 4.0.3 Ice Cream Sandwich (API 15) | Android 4.0.3 Ice Cream Sandwich (API 15) |
| Versiune                                  | Data lansării                             | Caracteristici                            | Imagini                                   |
| ----------------------------------------- | ----------------------------------------- | ----------------------------------------- | ----------------------------------------- |
| 4.0.3                                     | 16 decembrie 2011                         |                                           |                                           |
| 4.0.4                                     | 29 martie 2012                            |                                           |                                           |

| Android 4.1 Jelly Bean (API 16) | Android 4.1 Jelly Bean (API 16) | Android 4.1 Jelly Bean (API 16) | Android 4.1 Jelly Bean (API 16) |
| Versiune                        | Data lansării                   | Caracteristici                  | Imagini                         |
| ------------------------------- | ------------------------------- | ------------------------------- | ------------------------------- |
| 4.1                             | 9 iulie 2012                    |                                 |                                 |
| 4.1.1                           | 11 iulie 2012                   |                                 |                                 |
| 4.1.2                           | 9 octombrie 2012                |                                 |                                 |

| Android 4.2 Jelly Bean (API 17) | Android 4.2 Jelly Bean (API 17) | Android 4.2 Jelly Bean (API 17) | Android 4.2 Jelly Bean (API 17) |
| Versiune                        | Data lansării                   | Caracteristici                  | Imagini                         |
| ------------------------------- | ------------------------------- | ------------------------------- | ------------------------------- |
| 4.2                             | 13 noiembrie 2012               |                                 |                                 |
| 4.2.1                           | 27 noiembrie 2012               |                                 |                                 |
| 4.2.2                           | 11 februarie 2012               |                                 |                                 |

| Android 4.3 Jelly Bean (API 18) | Android 4.3 Jelly Bean (API 18) | Android 4.3 Jelly Bean (API 18) | Android 4.3 Jelly Bean (API 18) |
| Versiune                        | Data lansării                   | Caracteristici                  | Imagini                         |
| ------------------------------- | ------------------------------- | ------------------------------- | ------------------------------- |
| 4.3                             | 24 iulie 2013                   |                                 |                                 |
| 4.3.1                           | 3 octombrie 2013                |                                 |                                 |

| Android 4.4 KitKat (API 19) | Android 4.4 KitKat (API 19) | Android 4.4 KitKat (API 19) | Android 4.4 KitKat (API 19) |
| Versiune                    | Data lansării               | Caracteristici              | Imagini                     |
| --------------------------- | --------------------------- | --------------------------- | --------------------------- |
| 4.4                         | 31 octombrie 2013           |                             |                             |
| 4.4.1                       | 5 decembrie 2013            |                             |                             |
| 4.4.2                       | 9 decembrie 2013            |                             |                             |
| 4.4.3                       | 2 iunie 2014                |                             |                             |
| 4.4.4                       | 19 iunie 2014               |                             |                             |

| Android 4.4W KitKat (API 20) | Android 4.4W KitKat (API 20) | Android 4.4W KitKat (API 20) | Android 4.4W KitKat (API 20) |
| Versiune                     | Data lansării                | Caracteristici | Imagini                      |
| ---------------------------- | ---------------------------- | --- | ---------------------------- |
| 4.4W                         | 25 iunie 2014                | - Lansarea inițială a platformei Android Wear pentru smartwatch-uri: aceeași ca și Android 4.4 "KitKat", dar cu extensii purtabile |                              |
| 4.4W.1                       | 6 septembrie 2014            | - Actualizări pentru interfața navigării Google Maps și alarme                                                                     |                              |
| 4.4W.2                       | 21 octombrie 2014            | - Redare muzică offline - Suport pentru GPS                                                                                        |                              |